# Пам'ятник Ігорю Сікорському (Київ)
Пам'ятник Ігорю Сікорському — розташований у Києві в міжнародному аеропорту «Київ» ім. І. Сікорського (колишній аеропорт «Жуляни»). Автор монументу, художник-скульптор Володимир Журавель, який відомий киянам як творець пам'ятника Анатолія Кузнєцова на Куренівці, скульптури «Малюки, що пускають кораблики» на Поштовій Площі та пам'ятника Іллі Муромцю в парку «Муромець». Архітектор — Олег Селіванов, графічний дизайнер — Станіслав Топольський, інженер — Олег Петруха.

## Історія пам'ятника
Ідея створення пам'ятника Ігорю Сікорському виникла у мера Києва, Віталія Кличка. Цю ідею підтримало керівництво міжнародного аеропорту «Київ» ім. Сікорського. Для створення пам'ятника звернулись до вже відомого в Києві скульптора Володимира Журавля. Він розробив декілька ескізів, з яких було обрано найкращий варіант. Було пророблено дослідницьку роботу, щодо особистості Ігоря Сікорського і на основі цього створено саме такий образ авіаконструктора.
Скульптура Сікорського стоїть на постаменті у вигляді півсфери із стилізованою мапою світу. Тримається фігура лише на одній точці, ніби відриваючись від землі. Оскільки Сікорський є конструктором першого в світі гелікоптера, в руці він тримає саме прототип свого творіння. Скульптура є кінетичною, при сильних поривах вітру гвинти гелікоптера обертаються.

Урочисте відкриття пам'ятника відбулося 31 серпня 2019 року.
«Сьогодні, в День української авіації, ми робимо ще один крок до увічнення пам'яті про видатного киянина. Відкриваємо пам'ятник всесвітньовідомому авіаконструктору Ігорю Сікорському. І тепер він зустрічатиме киян та гостей, які прибувають в столицю авіасполученням», — сказав Кличко.

## Характеристики
Загальна висота скульптури — 7,2 метри.
Матеріал скульптури — бронза вкрита темно-зеленою патиною.
Матеріал постаменту — граніт.

## Галерея

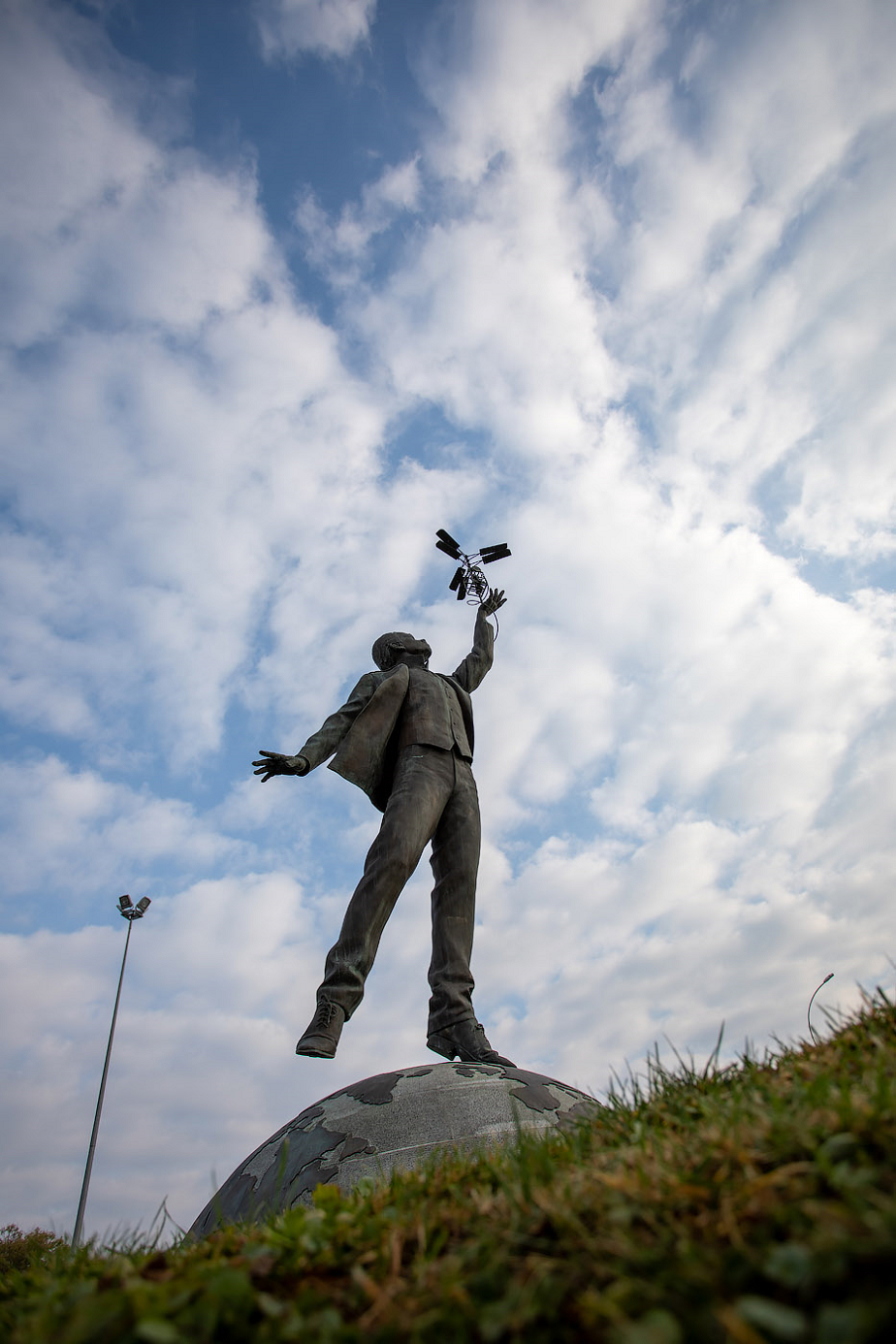
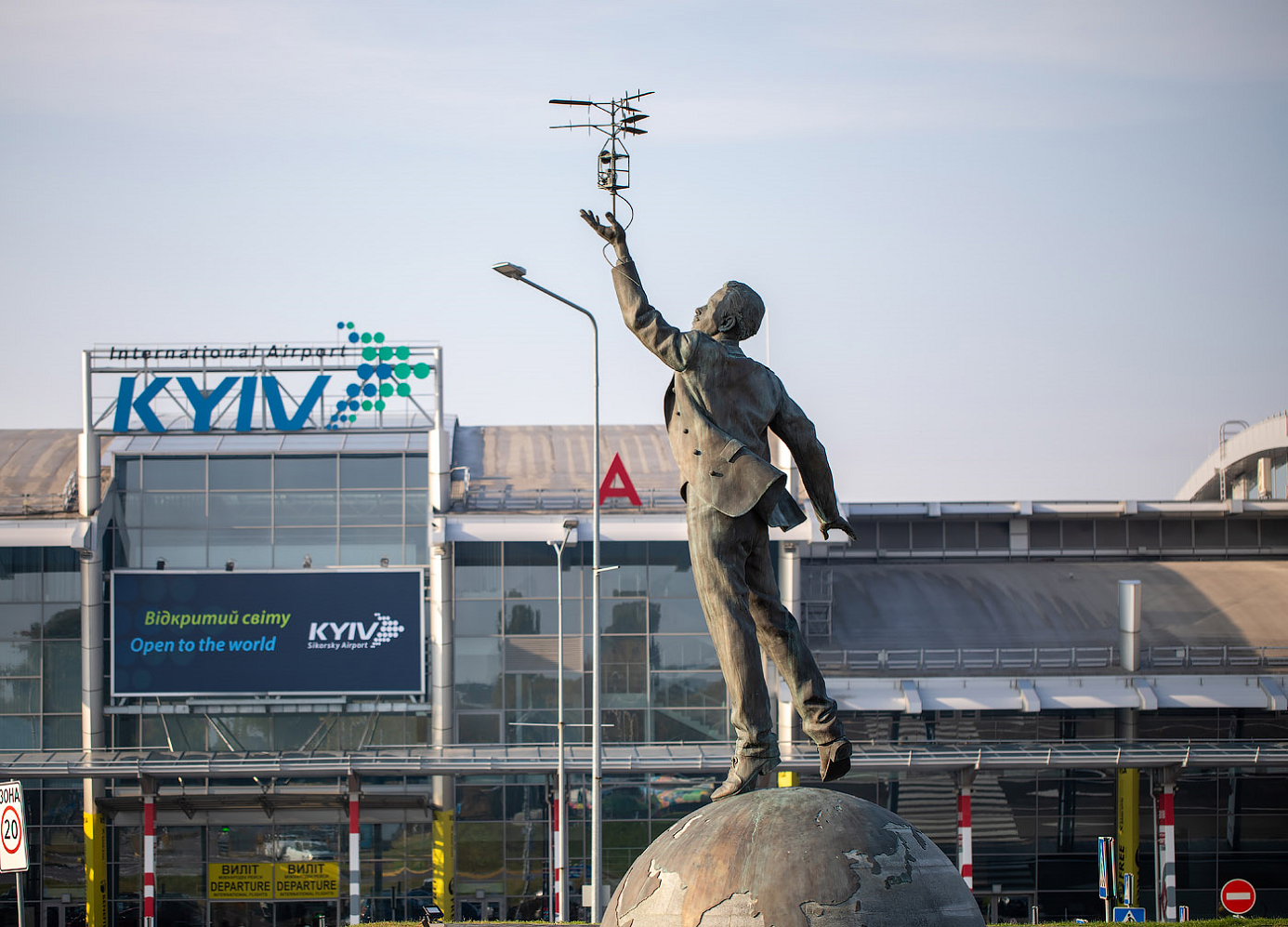
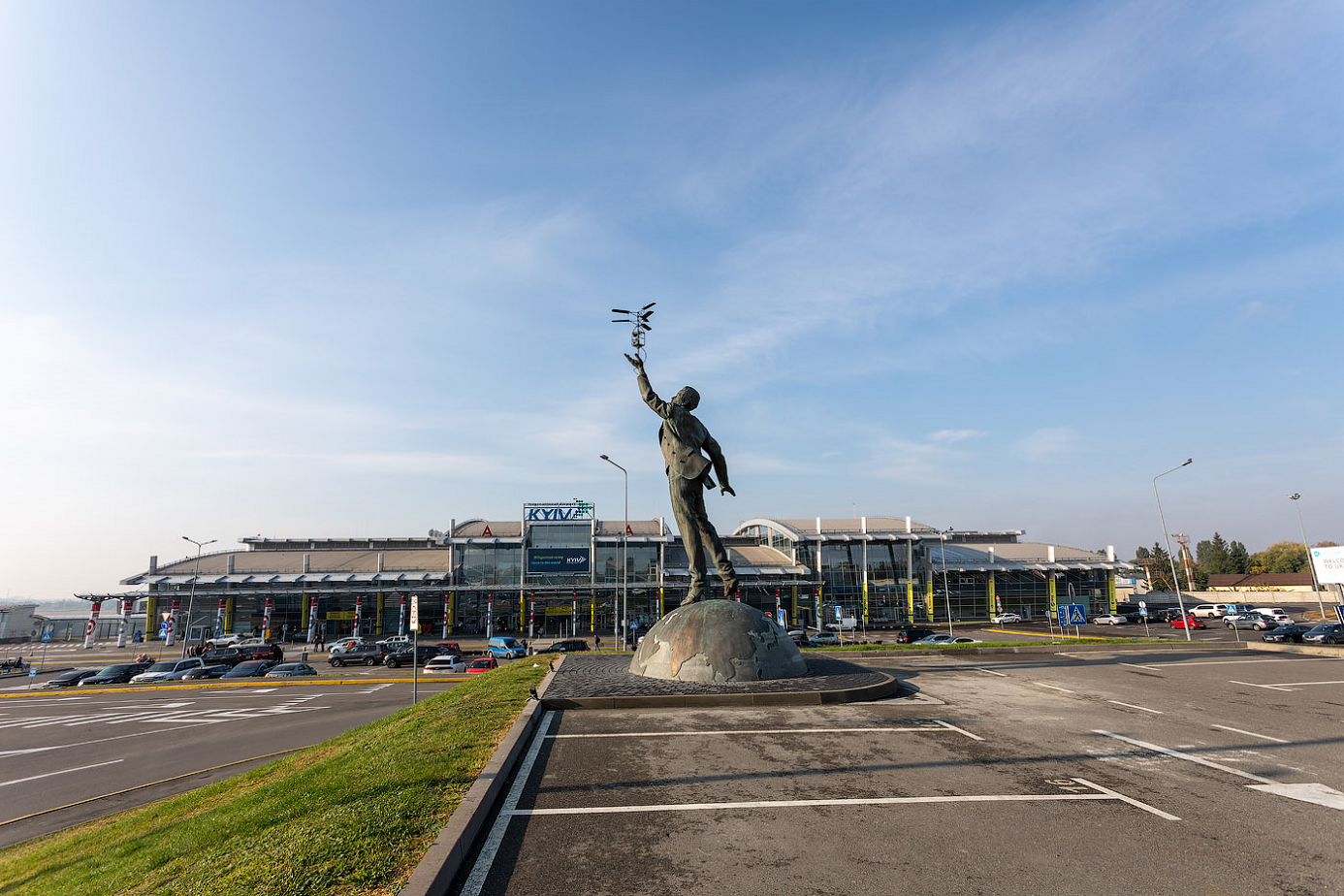
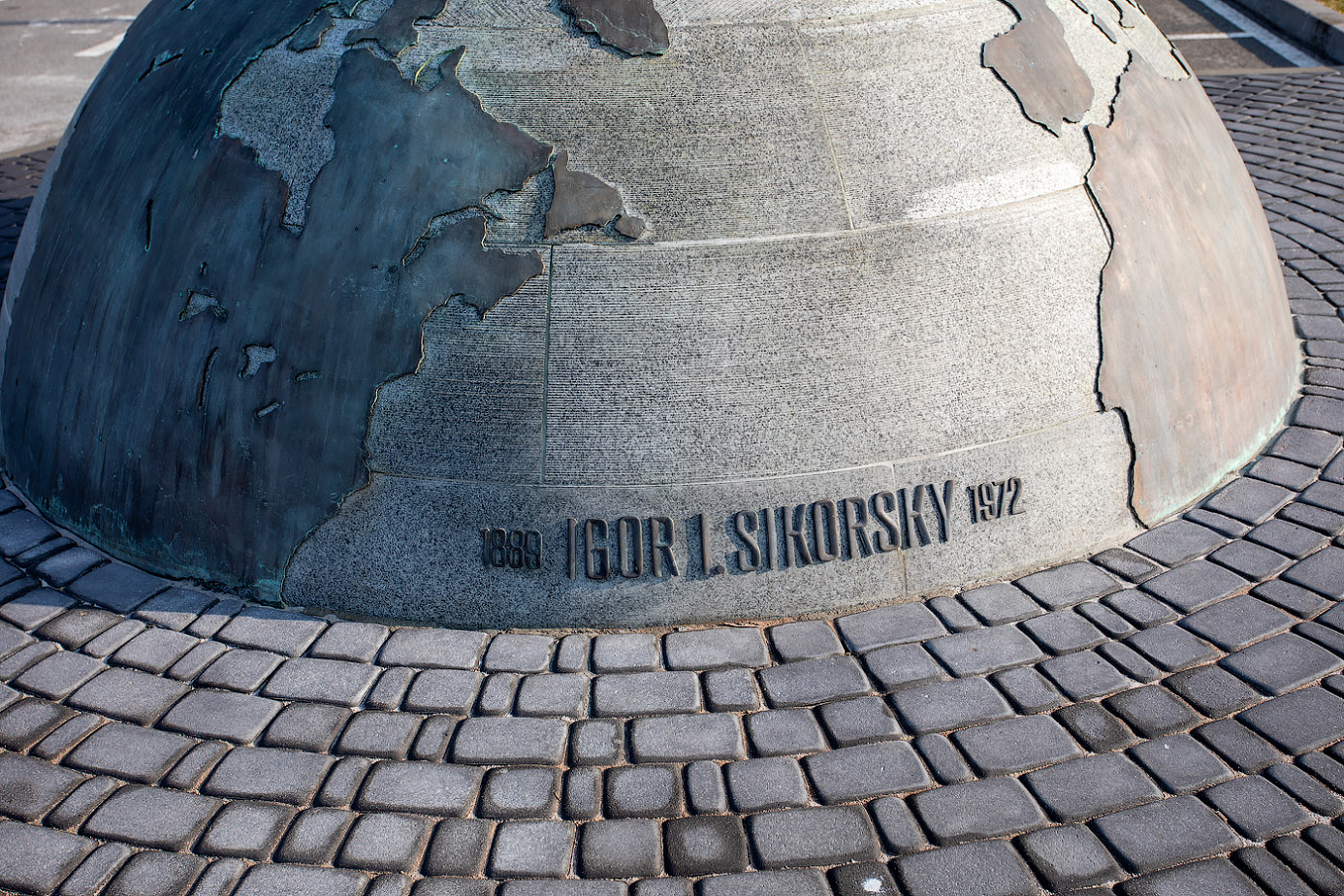
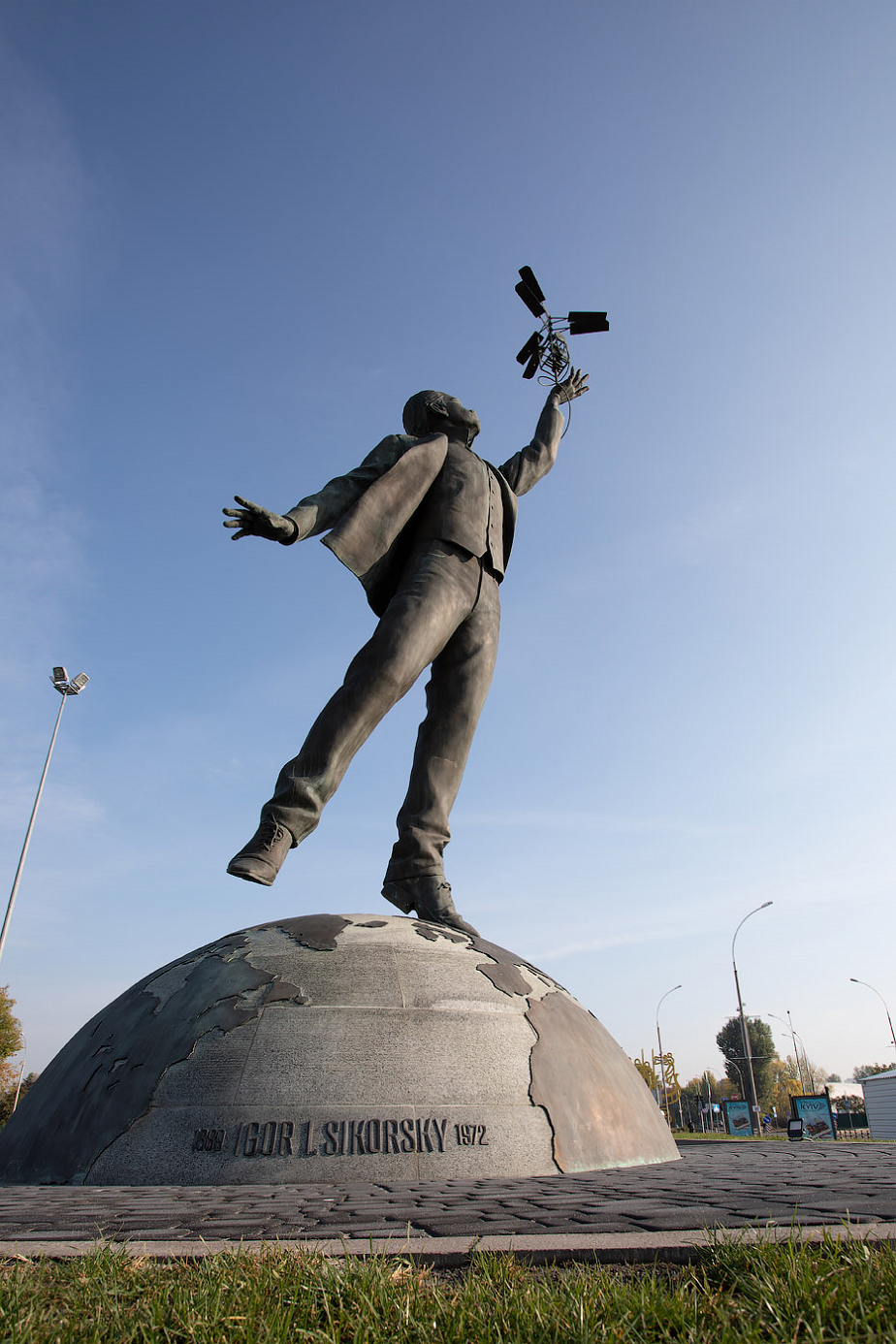

- Файл:Sikorskiy_1_by_Igor_Palamarchuk.png
- Файл:Sikorskiy_3_by_Igor_Palamarchuk.png
- Файл:Sikorskiy_4_by_Igor_Palamarchuk.png
- Файл:Sikorskiy_5_by_Igor_Palamarchuk.png
- Файл:Sikorskiy_6_by_Igor_Palamarchuk.png